# Уго Санчес
У̀го Са̀нчес Ма̀ркес (на испански: Hugo Sánchez Márquez) е бивш мексикански професионален футболист, централен нападател, понастоящем треньор. Висок е 175 см.
Като футболист Санчес играе за отборите на УНАМ Пумас, Сан Диего Сокърс (под наем), Атлетико Мадрид, Реал Мадрид, Алмерия, Райо Валекано, Атланте, ФК Линц, Далас Бърн и Атлетико Селая.
През 1990 г. заедно с Христо Стоичков са голмайстори на Европа с по 38 гола и двамата са наградени със Златна обувка.
По-късно става треньор и дори ръководи националния отбор на Мексико.

## Кариера
Уго Санчес е възпитаник на футболната школа на UNAM Pumas. Той започва своята футболна кариера за възрастни през 1976 г. с основния отбор на Унама, в който прекарва пет сезона, като участва в 181 мача от лигата. През повечето време с Пумас Санчес е в първия отбор. Като част от Пумас той е един от основните голмайстори със средно представяне от 0,53 гола на шампионатен мач.
През 1979 – 1980 г. Уго защитава цветовете на екипа на Сан Диего Сокерс.
С играта си за последния отбор той привлича вниманието на представители на треньорския щаб на клуба Атлетико Мадрид, към който се присъедини през 1981 година. Той игра за мадридския клуб през следващите четири сезона от кариерата си. Играейки за Атлетико, той играе предимно в основния отбор. В новият клуб той е сред най-добрите голмайстори, като се различава със средно по един отбелязан гол във всеки трети мач от шампионата.
През 1985 г. Санчес подписва договор с Реал Мадрид, с който прекарва следващите седем години от кариерата си. Треньорския щаб на новия клуб също го гледа като на „основен“ играч. И в този отбор той продължи да отбелязва редовно, средно 0,72 пъти за всеки шампионатен мач. През това време той спечели титлата победител в Купата на Испания, става шампион на Испания (пет пъти), притежател на Купата на УЕФА.